# 哈林頓 (加利福尼亞州)
哈林頓（英語：Harrington）是位於美國加利福尼亞州科盧薩縣的一個非建制地區。該地的面積和人口皆未知。

## 地理
哈林頓的座標為38°57′32″N 122°01′03″W / 38.95889°N 122.01750°W，而該地的平均海拔高度為40米（即131英尺）。